# Madame du Barry
Madame du Barry, geboren als Marie-Jeanne Bécu (Vaucouleurs, 19 augustus 1743 – Parijs, 8 december 1793), was een beroemde maîtresse van Lodewijk XV van Frankrijk. Zij was van bescheiden afkomst, maar haar relaties met rijke mannen vergrootten haar sociale status aanzienlijk.

## Jeugd en introductie aan het hof
Marie-Jeanne Bécu werd geboren in een arm gezin in de Franse stad Vaucouleurs. Ze was de natuurlijke dochter van Anne Bécu, huisbediende bij rijke en adellijke families. Zij kreeg een uitstekende en verzorgde opvoeding dankzij de werkgever van haar moeder en, toen haar moeder trouwde met een ontvanger van zoutbelasting (gabelle) kon ze naar een deftige meisjesschool gaan. Op jonge leeftijd kwam zij onder de naam "mademoiselle Lange" naar Parijs, waar zij aan het werk werd gezet in een modeatelier, maar zij belandde er al gauw door haar charme in de sfeer van de salons. Getroffen door haar bijzondere schoonheid, maakte ridder Jean du Barry haar tot zijn maîtresse, en promoveerde haar in hogere sferen. Dáár werd zij opgemerkt door de hertog van Richelieu die Lebel, kamerknecht en "hofleverancier" van koning Lodewijk XV op haar attent maakte. Jeanne werd de pion van de vijanden van eerste minister Choiseul, die zelf had gehoopt zijn zuster als maîtresse aan de koning op te dringen na het overlijden van de favoriete madame de Pompadour om zo de koning volledig onder controle te brengen.

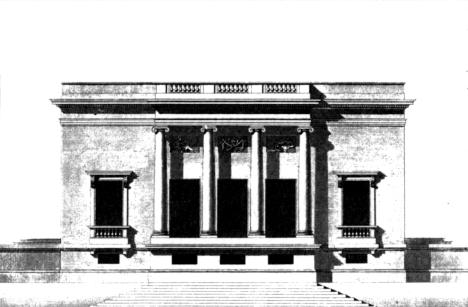
Paviljoen voor madame du Barry, in 1770 ontworpen door Ledoux

Gesteund door de clan rond de hertog van Richelieu werd Jeanne in 1767 voorgesteld aan de koning, die onmiddellijk door haar geboeid raakte en haar, zij het niet zonder enig verzet vanuit de kring rond Choiseul, aan het hof liet introduceren. Om haar een titel te bezorgen - nodig voor de introductie - schonk de koning haar ten huwelijk (1 september 1768) aan Guillaume du Barry, de broer van haar beschermer Jean du Barry (die zelf al getrouwd was!). Zo verkreeg ze haar titel "gravin du Barry".
Door zijn relatie vervreemdde Lodewijk XV steeds meer van zijn familie, met name van zijn dochters, zodat hij zich gedwongen zag voor zijn maîtresse het luxueuze paviljoen van Louvecienne te laten bouwen. Dáár bracht zij, naar het voorbeeld van madame de Pompadour, de koning voortdurend in contact met steeds nieuw vrouwelijk schoon.

Jeanne was een vriendelijke, eenvoudige vrouw, die vaak haar invloed op de koning gebruikte voor goede doelen, zoals het bekomen van clementie voor ter dood veroordeelden. Als opvolgster van madame de Pompadour werd zij gehaat en publiek bespot, door pamflettisten en vooral vanuit de clan van eerste minister Choiseul en diegenen die belang hadden bij diens politiek (het Parlement van Parijs, de oorlogsstokers tegen Engeland).

## Invloed

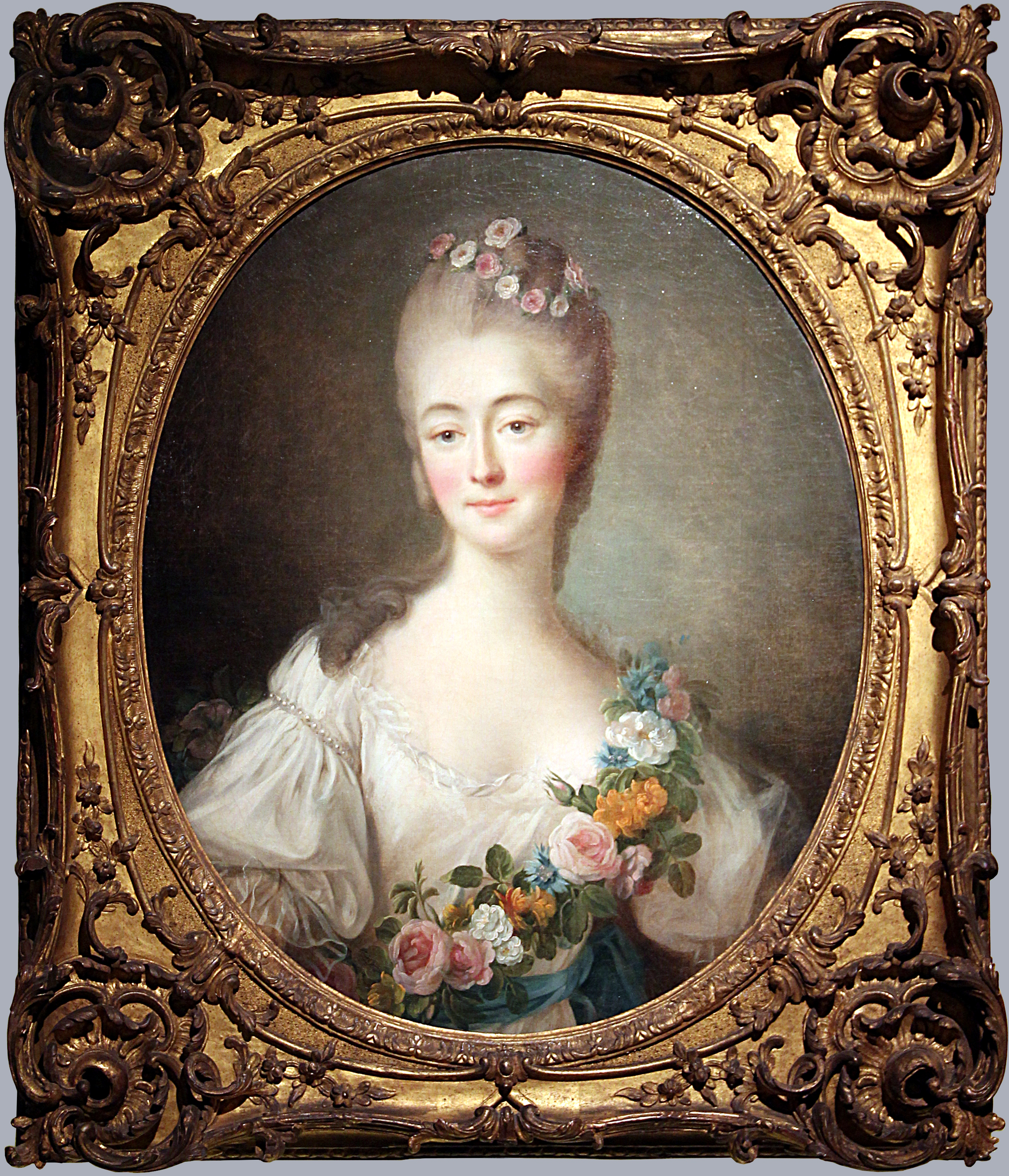
Portret van de gravin van Barry in Flore

Madame du Barry had weinig politieke ambitie, maar haar invloed op de koning was niet gering. Zij mocht hem tutoyeren en familiair "la France" noemen. 
 Jaren van politieke problemen, tegenstand en militaire tegenvallers hadden bij de koning weerzin tegen het politieke bedrijf gewekt. Gesteund door Madame du Barry nam de koning het heft weer steviger in handen. Een eerste opvallend slachtoffer van de nieuwe energie van de koning was Choiseul, die al jaren een dubbelzinnige politiek voerde, gemene zaak maakte met de parlementen en op een nieuwe oorlog met Engeland aanstuurde. In 1770 kreeg die het bevel zich terug te trekken in zijn kasteel van Chanteloup.
In tegenstelling tot madame de Pompadour heeft Madame du Barry geen nefaste invloed op de hoge politiek gehad. Integendeel, onder haar bescherming kwamen en bleven drie krachtige politici in het zadel: abbé Terray op Financiën, Maupeou als kanselier, en de hertog van Aiguillon op Buitenlandse Zaken. Een krachtig politiek en financieel herstel van het ancien régime kondigde zich aan. 
Het herstel was van korte duur: Lodewijk XV overleed onverwacht aan de pokken op 10 mei 1774, waarna gravin du Barry gedwongen werd het hof te verlaten. Lodewijk XV had haar naar een klooster in de buurt van Meaux gestuurd. Na een jaar nam zij haar intrek weer op Louveciennes, haar landhuis. Daar leidde ze een leven in luxe tot de Franse Revolutie uitbrak.

## Franse Revolutie
In 1792 vertrok zij naar Engeland voor de juridische afhandeling van een juwelendiefstal. Bij haar terugkeer in Frankrijk werd ze gearresteerd, overgebracht naar de Conciergerie van het Palais de la Cité, en op 7 december 1793, na een schijnproces door het Tribunal révolutionnaire, veroordeeld tot de guillotine. In een poging haar leven te rekken onthulde zij de vindplaats van een aantal verborgen schatten en bood zij aan de in Engeland aanwezige juwelen over te dragen aan de rechtbank. In de negentiende eeuw werd Du Barry verweten dat haar onthullingen velen het leven zouden hebben gekost. Uit de verslagen van haar verhoor blijkt daarvan niets. De latere verhalen over haar zogenaamde lafheid zijn bedenksels uit de negentiende eeuw om aan te tonen dat de adel dapperder was dan een volksvrouw als Du Barry. In tegenstelling tot eerdere ter dood veroordeelden, onder wie Lodewijk XVI van Frankrijk en Marie Antoinette, ging ze in paniek haar dood tegemoet. Haar executie werd daarop bespoedigd, aangezien Du Barry's smeekbeden het medelijden opwekten van de meute. De laatste aan haar toegeschreven woorden tegen haar beul zijn ook haar bekendste: Alstublieft, meneer de scherprechter, nog een ogenblik graag! Ook deze woorden werden pas aan haar toegeschreven in de negentiende eeuw. Volgens ooggetuigen waren haar laatste woorden echter: Jullie gaan me pijn doen, doe me alsjeblieft geen pijn.

## Verder lezen
- Ellalice Tate - Madame du Barry. Hodder & Stoughton (1959)
- Philip M. Laski - The Trial and Execution of Madame Du Barry. Constable (1969)
- Joan Haslip - Madame Du Barry: The Wages of Beauty. Bloomsbury (1992)